# Richard Dedekind
Julius Wilhelm Richard Dedekind (Braunschweig, 1831. október 6. – Braunschweig, 1916. február 12.) német matematikus, kiemelkedő munkássága az absztrakt algebra, valamint az algebrai számelmélet területén és a valós számok, ezáltal az analízis elméleti megalapozásában (ld. Dedekind-szeletek).
Számelméleti kutatásai több absztrakt algebrai eredmény kidolgozására inspirálták. Nagy szerepe volt az algebrai számelmélet kidolgozásában, illetve a Galois-elmélet modern, testleképezések (izomorfizmusok, automorfizmusok) segítségével való formába öntésében (a Dirichlet-féle Vorlesungen Dedekind által írt függelékeiben), valamint Garret Birkhoff mellett ő volt a hálóelmélet kidolgozója.

## Élete
Julius Levin Ulrich Dedekind negyedik, legfiatalabb gyermekeként látta meg a napvilágot. Felnőttként nem használta a Julius, illetve Wilhelm nevet. Élete nagy részét Braunschweigban töltötte, itt született, és itt is halt meg.
1848-ban vették fel a Collegium Carolinumba Braunschweigban, ahol apja mint professzor dolgozott. 1850-től a Göttingeni Egyetem diákja, Moritz Sterntől tanult számelméletet, valamint Gauss is tanította. 1852-ben doktorált, munkájának címe Über die Theorie der Eulerschen Integrale ("Az Euleri integrálok elméletéről").
Abban az időben a Berlini Egyetem volt a német matematikai kutatás központja Németországban, így Dedekind két évet tanult itt. Riemann-nal együtt 1854-ben habilitálták. Ezután Dedekind visszatért Göttingenbe, ahol valószínűségszámítást és geometriát oktatott. Egy ideig együtt dolgozott Dirichlettel, akivel közeli barátokká váltak (A Dirichlet munkássága jelentős részét tartalmazó monográfiát is Dedekind adta ki barátja halála után, először 1863-ban). Ő tartott Göttingenben először előadást a Galois-elméletről.
1858-tól a Zürichi Műszaki Egyetemen tanított. 1862-ben tér vissza Braunschweigba, amikor a Collegium Carolinum megkapta a műszaki főiskola címet. Élete hátralevő részében itt tanított, 1894-ben vonult nyugdíjba, bár néha még tartott előadásokat, és folytatta a publikálást. Nem házasodott meg, szintén egyedülálló nővérével, Juliával élt.
1880-ban a Berlini, illetve Római Akadémia, majd 1900-ban a Paris Académie des Sciences is tagjává választja. Tiszteletbeli doktori címet kapott az Oslói, valamint a Zürichi Egyetemtől és a Brunswicki Műegyetemtől.

## Munkássága
Richard Dedekind nevét számos fogalom, tétel őrzi a matematikában.
A geometriában Dedekind folytonossági axiómája a legelterjedtebb, ami a következő: Ha A és B az egyenes két részhalmaza, melyek közül egyik sem üres, és az egyik halmaz tetszőleges két pontja sohasem választható el a másik osztályba tartozó ponttal, akkor van olyan pont az egyenesen, mely minden olyan pontpárt elválaszt, melyeknek elemei különböző osztályokhoz tartoznak. A Dedekind-féle folytonossági axióma ekvivalens a Cantor-axióma (az egymásba skatulyázott zárt intervallumokról) és az arkhimédeszi axióma (két szakasz hosszának összehasonlításáról) együttesével. Az axióma analízisbeli jelentéssel is bír, hiszen a valós számokat a számegyenes pontjaival szoktuk azonosítani, így analóg módon a valós számok teljessége is leírható az axióma értelemszerű átfogalmazásával.

## Kapcsolódó szócikk
- Dedekind-számok(wd)